# Protestele din Bahrain din 2011-2013
Protestele din Bahrain din 2011 au fost o serie de demonstrații din Golful Persic, Bahrain. Ca parte a Protestelor din Africa și Orientul Mijlociu din 2010–2011, protestatarii din Bahrain au cerut inițial libertate politică și egalitate pentru populația Shi'a și s-au extins la a cere finalul monarhiei după un raid ucigaș nocturn, la 17 februarie împotriva protestatarilor de la Pearl Roundabout în Manama. Protestatarii au campat patru zile în Manama la Pearl Roundabout, care funcționează ca centru de comandă al protestelor de acolo.

## Condiții
Bahrain, un conglomerat de 33 de mici insule din Golful Persic a fost deschis la lumea exterioară de secole. În trecutul îndepărtat, Bahrain, a fost ocupat de fenicieni care au numit Bahrain, „Delmon”, care înseamnă „Țara vieții”. De-a lungul secolelor alte civilizații, au ocupat Bahrainul inclusiv portughezii. De fapt, râmășite ale acestor civilizații sunt încă vizibile în Bahrain. Practic, toți locuitorii din Bahrain au sosit din alte părți. Suniții din Peninsula Arabică și șiiții din provincia de est a Arabiei Saudite și din Iran și Irak. 
Populația șiită a declarat mereu că sunt cea mai mare parte a populației din Bahrain. Cu toate acestea, nu există cifre exacte pentru a verifica acest lucru. Șiiți s-au plâns întotdeauna că primesc ajutor de slabă calitate în ocuparea forței de muncă, locuințe, și infrastructură, în timp ce sunniții au statut preferențial. Cu toate acestea, există numeroase familii shiite din Bahrain, care au fost pe valul de prosperitate economică pentru decenii.